# D'Addario
D'Addario est un fabricant américain de cordes de guitare, guitare basse ainsi que de cordes d'autres instruments de musique ethnique : ukulélé, mandoline, oud, banjo, cavaquinho, bouzouki, etc., dans la conception, la fabrication et la distribution d'accessoires pour instruments de musique, y compris les cordes pour instruments à cordes pincées et orchestre de musique, les peaux et baguettes de batterie ainsi que les anches, becs et accessoires pour instruments à vent.

## Histoire
D'Addario & Company, Inc. est une entreprise familiale fondée en 1973. Elle est fondée par le petit fils de Charles D’Addario, importateur de cordes italiennes au début du XXe siècle.
Les racines de l'entreprise remontent en Italie. L'histoire commence dans la région des Abruzzes et la province de Pescara vers les années 1860. C'était des bergers et des cordonniers, fabricant leurs instruments, et leurs cordes avec des boyaux de moutons et de porcs. En 1905, Charles D'Addario quitte l'Italie pour le Queens. En 1918, il ouvre une boutique à son domicile à Astoria. Il importe des cordes produites par sa famille en Italie, puis fabrique ses propres cordes en boyau. Dans l'entre-deux-guerres, la société est baptisée C. D'Addario & Son, les enfants travaillant avec leur père. Puis l'entreprise développe son offre, fabricant aussi, désormais, des cordes en acier et des cordes en nylon pour instruments à frettes. Ils ont l'idée d'utiliser un matériau de DuPont conçu initialement pour les brosses à cheveux, les brosses à dents et les balais, et qui leur semble parfait pour les cordes de harpe et les cordes d'aigus des guitares classiques. Un célèbre harpiste, Carlos Salzedo, ami de la famille, leur donne son avis sur la façon de travailler cette matière. Dans les années 1960, John D'Addario Sr. développe le premier alliage d'acier nickelé,  contribuant à l'évolution du son rock 'n' roll. De 1959 au début des années 1970, alors que la guitare bénéficie de l'essor du rock, la société envisage de s'appeler Darco Strings et utilise ce nom. Elle est brièvement acquise par une autre société, le fabricant de guitare C. F. Martin & Company. Elle déménage du Queens à Long Island, ouvrant sa première usine à Lynbrook en 1973, puis s'installe dans les locaux actuels, à Farmingdale, en 1994.

## Description
Les lignes de produits de la famille D'Addario sont commercialisés sous les noms de marque déposée D'Addario (cordes pour instruments de musique à cordes pincées et frottées), Planet Waves (accessoires pour instruments de musique), D'Addario Woodwinds (anches et becs d’instruments à vent), Evans Drumheads (peaux de batterie), Promark (baguettes de batterie) et Puresound (les timbres de caisse claire). Leurs produits détiennent souvent une position forte sur le marché, tout en étant en concurrence avec d'autres marques bien connues, y compris Ernie Ball, Martin, Elixir Strings, Thomastik, Vandoren, Vic Firth, pour ne citer que quelques - uns.
L’usine D'Addario à Farmingdale, dans l'état de New York, est une des plus grandes existantes dans ce secteur. Il s'y produit régulièrement plus de 700 000 cordes par jour. Tous les accessoires D'Addario sont soit vendus directement à près de 3 000 détaillants de musique aux États-Unis ou par des distributeurs autorisés et contractées dans plus de 120 pays. Près de 55 % des ventes de la société sont réalisées à l'international. Le même bâtiment abrite à la fois le moulin et l'usine de tambour de D'Addario, où sont produites 8 000 peaux de tambour par jour. La fabrication est maintenue pour une grande part aux États-Unis.
L’activité de la société comprend, intégrés en interne, l'ingénierie, l'usinage, la création, la distribution et la fabrication. D'Addario possède et exploite eussi des productions de matières premières cruciales, notamment la fabrication des matières premières pour les cordes, mais aussi des plantations de cannes de Provence (Arundo donax) dans le sud de la France pour ses anches, une scierie dans le Tennessee, des usines au Texas et en Californie. Le siège reste basé à Farmingdale, New York.

## Implantation géographique
En dehors de leur bureau principal qui se trouve au 595 Smith Street Farmingdale à New York, la fabrication, la distribution et les installations de création à New York (Farmingdale et Brooklyn), la société possède et exploite des divisions de fabrication et de distribution nationaux dans les États de la Californie, le Texas, le Tennessee, le Connecticut et le Montana aussi. Sur le plan international, les opérations D'Addario comprennent les plantations et les divisions de fabrication à Hyères en France et Mendoza, en Argentine, ainsi que leurs propres sociétés de distribution: D'Addario Canada, D'Addario Royaume - Uni, D'Addario Australie, et D'Addario Shanghai Trading Company (Chine).

## Fondation D'Addario
La Fondation D'Addario est un organisme sans but lucratif voué à inspirer et aider la croissance et la culture de la musique à travers le monde en partenariat avec les professeurs de musique. Depuis plus de trente ans, la Fondation D'Addario accorde des subventions et des dons de produits pour des programmes éducatifs.

## Organisation interne

### Branches et filiales
- D'Addario Fretted
- D'Addario Orchestral
- D'Addario Woodwinds
- Planet Waves
- Evans Drumheads
- Promark Baguettes
- Puresound
- Fondation D'Addario

### Direction
- James D'Addario, Président-directeur général

## Chiffre d'Affaires
- 2003: 72 millions $
- 2004: 93 millions $
- 2005: 98,5 millions $
- 2006: 110 millions $
- 2007: 115 millions $
- 2008: 118 millions $
- 2009: 118 millions $
- 2010: 130 millions $
- 2011: 150 millions $
- 2012: 160 millions $
- 2013: 169 millions $
- 2014: 175 millions $